# Epigomphus camelus
Epigomphus camelus – gatunek ważki z rodziny gadziogłówkowatych (Gomphidae). Występuje na terenie Ameryki Centralnej i jest endemitem Kostaryki.